# Campionati europei di ciclismo su strada 2011 - Cronometro maschile Junior
La cronometro maschile Junior dei Campionati europei di ciclismo su strada 2011 si è svolta il 14 luglio 2011 in Italia, con partenza da Acquaviva Picena ed arrivo ad Offida, su un percorso di 25 km. La medaglia d'oro è stata vinta dall'italiano Alberto Bettiol con il tempo di 35'24" alla media di 42,37 km/h, argento al francese Alexis Gougeard e a completare il podio il russo Aleksej Rydakin.
Partenza con 49 ciclisti, 48 dei quali completarono la gara.

## Classifica (Top 10)
| Pos. | Corridore                | Squadra     | Tempo   |
| ---- | ------------------------ | ----------- | ------- |
| 1    | Alberto Bettiol          | Italia      | 35'24"  |
| 2    | Alexis Gougeard          | Francia     | a 2"    |
| 3    | Aleksej Rybalkin         | Russia      | a 9"    |
| 4    | Roman Ivlev              | Russia      | a 14"   |
| 5    | Pierre-Henri Lecuisinier | Francia     | a 24"   |
| 6    | Davide Martinelli        | Italia      | a 28"   |
| 7    | Olivier Le Gac           | Francia     | a 40"   |
| 8    | Ivar Slik                | Paesi Bassi | a 42"   |
| 9    | Maximilian Schachmann    | Germania    | a 54"   |
| 10   | Sergey Temnenko          | Russia      | a 1'10" |